# Makoto Atsuta
Makoto Atsuta (Tokio, 16 september 1976) is een voormalig Japans voetballer.

## Carrière
Makoto Atsuta speelde tussen 1999 en 2004 voor Kyoto Purple Sanga en Albirex Niigata.